# نوباء كراثية
نوباء كراثية (الاسم العلمي: Alternaria porri) هو نوع من الفطريات يتبع جنس النوباء من الفصيلة البوغيانية.